# Epiphegia
Epiphegia  is een monotypisch geslacht van schimmels behorend tot de familie Massarinaceae. De typesoort is Epiphegia alni. Later is deze soort hernoemd naar Epiphegia microcarpa, dat het enige geslacht is in deze familie.